# Francis Ogilvy-Grant, X conte di Seafield
Francis William Ogilvy-Grant, X conte di Seafield (9 marzo 1847 – Oamaru, 3 dicembre 1888) è stato un nobile scozzese.

## Biografia
Seafieldnacque in Irlanda. Era il figlio di James Ogilvy-Grant, IX conte di Seafield, e della sua prima moglie, Caroline Louisa Evans. Dopo aver terminato gli studi, prestò servizio come guardiamarina nella Royal Navy e poi si unì alla marina mercantile.

## Nuova Zelanda
Seafield arrivò in Nuova Zelanda nel 1870. Comprò una fattoria nella valle di Waiareka in una località nota come Te Aneraki a ovest di Oamaru a North Otago. Qualche tempo dopo la famiglia si trasferì a Oamaru.
Si è candidato per due volte all'elezione nell'elettorato di Oamaru alla Camera dei rappresentanti della Nuova Zelanda. La prima volta, ha contestato le elezioni del 1884 contro Samuel Shrimski. Quando Shrimski fu nominato nel Consiglio legislativo nel 1885, Seafield contestò le risultanti elezioni del 1885, ma perse contro Thomas Hislop.

## Matrimonio
Sposò, il 24 novembre 1874, Ann Trevor Corry Evans (9 marzo 1847-16 ottobre 1935), figlia di George Thomas Evans. Ebbero sette figli:
- James Ogilvy-Grant, XI conte di Seafield (18 aprile 1876-12 novembre 1915);
- Lady Caroline Louisa Ogilvy-Grant (9 maggio 1877-11 maggio 1945);
- Trevor Ogilvy-Grant, IV barone Strathspey (2 marzo 1879-11 novembre 1948);
- Lady Sydney Montagu Ogilvy-Grant (23 luglio 1882-23 luglio 1944), sposò William Spring Rice,non ebbero figli;
- Lady Ina Eleanora Ogilvy-Grant (23 luglio 1882-1895);
- Lady Nina Geraldine Ogilvy-Grant (8 giugno 1884-21 gennaio 1951), sposò Sir Lees Knowles[8], non ebbero figli;
- John Charles Ogilvy-Grant (1887-1893).

Suo cugino, Ian Ogilvy-Grant, VIII conte di Seafield, morì nel 1884 e gli succedette suo padre. Come erede apparente della contea, Seafield divenne Visconte Reidhaven. Quando suo padre morì il 5 giugno 1888, divenne il conte di Seafield e barone Strathspey.

## Morte
Seafield morì il 3 dicembre 1888 a causa di un disturbo cardiaco. È sepolto al Oamaru Old Cemetery. Dopo la sua morte, la contessa vedova visse per qualche tempo ad Auckland e per qualche tempo a Tauranga prima di trasferirsi in Inghilterra, dove morì.